# The Courtship of Eddie's Father
The Courtship of Eddie´s Father (no Brasil, Papai Precisa Casar) foi uma sitcom norte-americana exibida de 1969 a 1972. A série era uma mistura de comédia e drama baseado num popular filme de 1963, que foi inspirado num livro escrito por Mark Toby. Foi dirigida por James Komack e contava a história de um viúvo chamado Tom Corbett, interpretado por Bill Bixby, que tinha um filho chamado Eddie, que desejava que seu pai casasse novamente. O seriado tinha o tom de outras comédias produzidas nos anos 70 que tratavam da viuvez ou valores de família tradicionais. No Brasil esta série foi exibida pela Rede Record.

## Sinopse
A série girava em torno de Tom Corbett, interpretado por Bill Bixby, que narra uma história muito semelhante ao filme de 1963: um sujeito de boa aparência, que trabalhava numa revista, era viúvo e morava em Los Angeles e tinha de assumir a responsabilidade de criar seu filho Eddie, de seis anos de idade.
Eddie, interpretado por Brandon Cruz, era um garoto muito esperto e freqüentemente manipulava seu pai sobre ele ter uma nova esposa, cercando-o de várias mulheres, logo após a morte de sua mãe Helen. Os problemas domésticos eram administrados pela competente empregada japonesa, a Sra. Livingston (Miyoshi Umeki), que era muito diplomática e cheia de conselhos sábios.
Tom trabalhava com Tina Rickles, interpretada por Kristina Hollanda, que era sua secretária na empresa e também com um fotógrafo radical chamado Norman Tinker, protagonizado pelo ator James Komack. Em 1970, Bill Bixby também passou a atuar como diretor em diversos episódios da série.
O seriado tinha o tom de muitas outras comédias produzidas nos anos 70 e que tratavam de temas como viuvez ou valores de família tradicionais, entre outros assuntos.

## Elenco
- Bill Bixby .... Tom Corbett
- Brandon Cruz .... Eddie Corbett
- Miyoshi Umeki .... Sra. Livingston
- Kristina Holland .... Tina Rickles
- James Komack .... Norman Tinker